# Ōasahiko-jinja
L'Ōasahiko-jinja (大麻比古神社) est un sanctuaire shinto situé au pied du mont Ōasa à Naruto, dans la préfecture de Tokushima, au Japon.
Les divinités shintō vénérées dans ce lieu saint sont Ōasahiko-no-Okami et Sarutahiko-no-Okami.